# Утяково (Чистопольский район)
Утяково — деревня в Чистопольском районе Татарстана. Входит в состав Кубасского сельского поселения.

## География
Находится в центральной части Татарстана на расстоянии приблизительно 12 км по прямой на западо-юго-запад от районного центра города Чистополь у речки Большая Бахта.

## История
Основана в 1680-х годах служилым татарином Утячкой Мрясовым, с XVIII века русское поселение.

## Население
Постоянных жителей было: в 1782 году — 37 душ мужского пола, в 1859 — 310, в 1897 — 323, в 1908 — 490, в 1920 — 478, в 1926 — 538, в 1938 — 363, в 1949 — 264, в 1958 — 188, в 1970 — 122, в 1979 — 74, в 1989 — 25, в 2002 — 6 (русские 100 %), 1 в 2010.